# جيرالدين فيتزجيرالد
جيرالدين فيتزجيرالد (بالإنجليزية: Geraldine Fitzgerald)‏ (و. 1913 – 2005 م) هي مغنية، وممثلة مسرحية، وممثلة أفلام، وممثلة تلفزيونية، ومخرجة مسرحية من الولايات المتحدة، وجمهورية أيرلندا، ولدت في دبلن، توفيت في نيويورك، عن عمر يناهز 92 عاماً، بسبب مرض آلزهايمر.

## جوائز وترشيحات
حصلت على جوائز منها:
جوائز
- جائزة إيمي داي تايم [الإنجليزية]‏

ترشيحات
- جائزة الأوسكار لأفضل ممثلة مساعدة، عن عمل: مرتفعات ويذرنج (1939)
- جائزة توني لأفضل إخراج مسرحي [الإنجليزية]‏ (1982)

ترشحت لـ:
- جائزة توني لأفضل إخراج مسرحي [الإنجليزية]‏ (1982)
- جائزة الأوسكار لأفضل ممثلة مساعدة، عن عمل: مرتفعات ويذرنج (1939).

## وصلات خارجية
- جيرالدين فيتزجيرالد على موقع IMDb (الإنجليزية)
- جيرالدين فيتزجيرالد على موقع ألو سيني (الفرنسية)
- جيرالدين فيتزجيرالد على موقع تيرنر كلاسيك موفيز (الإنجليزية)
- جيرالدين فيتزجيرالد على موقع أول موفي (الإنجليزية)
- جيرالدين فيتزجيرالد على موقع قاعدة بيانات برودواي على الإنترنت (الإنجليزية)
- جيرالدين فيتزجيرالد على موقع قاعدة بيانات الأفلام السويدية (السويدية)
- جيرالدين فيتزجيرالد على موقع إن إن دي بي (الإنجليزية)
- جيرالدين فيتزجيرالد على موقع ديسكوغز (الإنجليزية)
- جيرالدين فيتزجيرالد على موقع قاعدة بيانات الفيلم (الإنجليزية)
- جيرالدين فيتزجيرالد على موقع كينوبويسك (الروسية)